# Tiefenbach (Rems)
Der Tiefenbach ist ein knapp zwei, zusammen mit seinem linken Hauptstrang-Quellast Höllbach gut vier Kilometer langer linker Zufluss der Rems etwas unterhalb von Schwäbisch Gmünd im Ostalbkreis im östlichen Baden-Württemberg.

## Geographie

### Verlauf

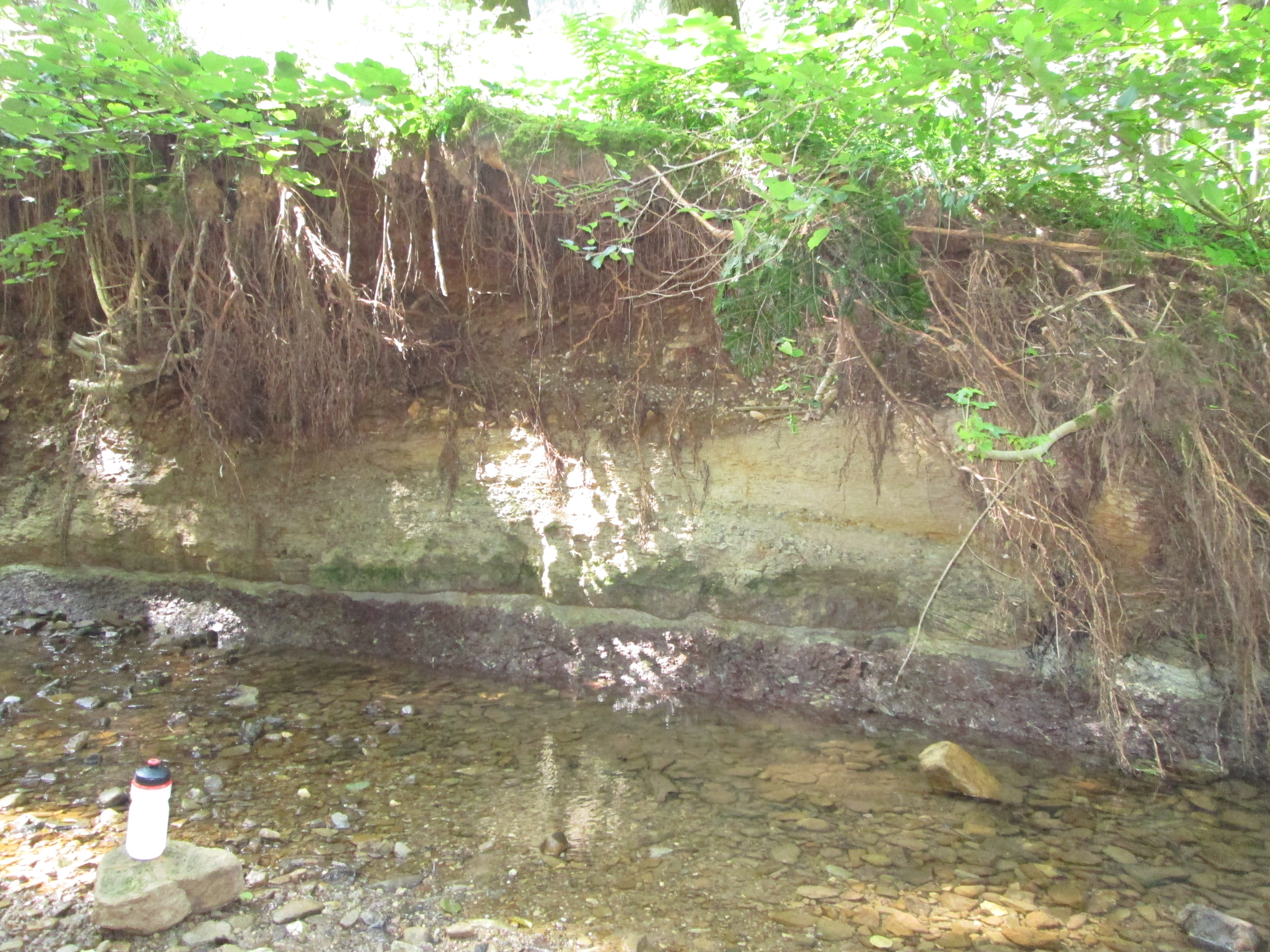
Das in Stubensandstein eingeschnittene Bett des Tiefenbachs

Der Tiefenbach entsteht aus dem Zusammenfluss von Höllbach und Felbenbach zwischen den Waldgebieten von Katharinenwald im Westen und Neidling im Osten, 2 km westlich von Straßdorf. Beide Quelläste entspringen am Nordabhang des Rechbergs, der längere Höllbach wird als Hauptstrang-Oberlauf des Tiefenbaches betrachtet. Der vereinte Bach fließt dann durch das anfangs bewaldete Hölltal in Richtung Norden und passiert dabei eine Sport-Schießanlage. Wenig später öffnet sich der Talgrund zu einer gut 100 m breiten, langen Wiesenaue. Der Bach dreht sich dabei nach Nordwesten und mündet schließlich am Südwestrand von Schwäbisch Gmünd und etwa 250 m oberhalb der Remsbrücke der B 29 von links in die Rems.

### Einzugsgebiet
Im Osten konkurriert nahe der Remszufluss Deutenbach, weiter im Südosten, teils schon jenseits des Rechberges, sind es kleine Zuflüsse des Waldstetter Baches, der weiter oberhalb in Schwäbisch Gmünd über den Josefsbach auch in die Rems fließt. Weiter im Süden jenseits des Bergkamms entwässern Zuflüsse der Lauter, die in die Fils entwässert, einen großen Neckar-Zufluss vor der Rems, im Westen der Tannbach wiederum zur Rems, die im Norden des Tiefenbach-Einzugsgebietes von Ost nach West zieht.
Der höchste Punkt des Einzugsgebietes liegt an seiner Südostecke auf dem Gipfel des 708,1 m ü. NHN hohen Rechbergs. Die über ihn laufende Kammlinie der südlichen Wasserscheide trennt naturräumlich das Rehgebirge außerhalb vom Rehgebirgsvorlands innerhalb im Unterraum Albuchvorland des Vorlandes der östlichen Schwäbischen Alb, das den größten Teil des Einzugsgebietes einnimmt. Ein kleinerer mündungsnaher Teil liegt im Oberen Remstal des Unterraums Remstal von Schurwald und Welzheimer Wald.

### Zuflüsse
Der linke Oberlauf Höllbach aus des Südsüdosten ist 2,7 km lang, der rechte Oberlauf Felbenbach aus dem Südosten 2,4 km. Nach ihrem Zusammenfluss münden im Wald- und Auental Hölltal des Tiefenbachs drei höchstens halbkilometerlange Hangbäche von links aus dem Großen Katharinenwald im Westen zu, aus dem Neidling von Osten keiner.

### LUBW
Amtliche Online-Gewässerkarte mit passendem Ausschnitt und den hier benutzten Layern: Lauf und Einzugsgebiet des Tiefenbachs

Allgemeiner Einstieg ohne Voreinstellungen und Layer: Daten- und Kartendienst der Landesanstalt für Umwelt Baden-Württemberg (LUBW) (Hinweise)
1. 1 2 3  Höhe nach grauer Beschriftung auf dem Hintergrundlayer Topographische Karte.
2. ↑  Höhe nach dem Höhenlinienbild auf dem Hintergrundlayer Topographische Karte.
3. 1 2 3 4 5  Länge nach dem Layer Gewässernetz (AWGN).
4. ↑  Einzugsgebiet nach dem Layer Basiseinzugsgebiet (AWGN).
5. ↑  Länge abgemessen auf dem Hintergrundlayer Topographische Karte.

### Andere Belege
1. ↑  Hansjörg Dongus: Geographische Landesaufnahme: Die naturräumlichen Einheiten auf Blatt 171 Göppingen. Bundesanstalt für Landeskunde, Bad Godesberg 1961. → Online-Karte (PDF; 4,3 MB)